# Leśno Dolne
Leśno Dolne (kaszb. Jezoro Lesno) – przepływowe jezioro rynnowe w Polsce, położone w województwie pomorskim, w powiecie chojnickim, w gminie Brusy, w mezoregionie Bory Tucholskie, na obszarze Zaborskiego Parku Krajobrazowego.

## Opis
Jezioro charakteryzuje się podmokłymi i bezleśnymi brzegami. Leśno Dolne zajmuje powierzchnię 39,5 ha.